# النظام البيولوجي في طب الإنجاب
النظام البيولوجي في طب الانجاب هي مجلة طبية يتم مراجعتها من قبل متخصصين تهتم بتقديم بشرح تقدم النظم في مجالات مثل الجينوم البشري والخلوى والبروتينات والتمثيل الغذائي والمعلومات البيولوجية الجزيئية والبايوكميائية لتجيب علي أسئلة التناسل البيولوجي والطبي والأبحاث المترجمة. كما تهتم المجلة بالأبحاث عن تطور علم الاحياء النمائي لأمشاج الإنسان والحيوان والعناية الطبية لطب الانجاب.